# Real Orquesta Filarmónica de Estocolmo

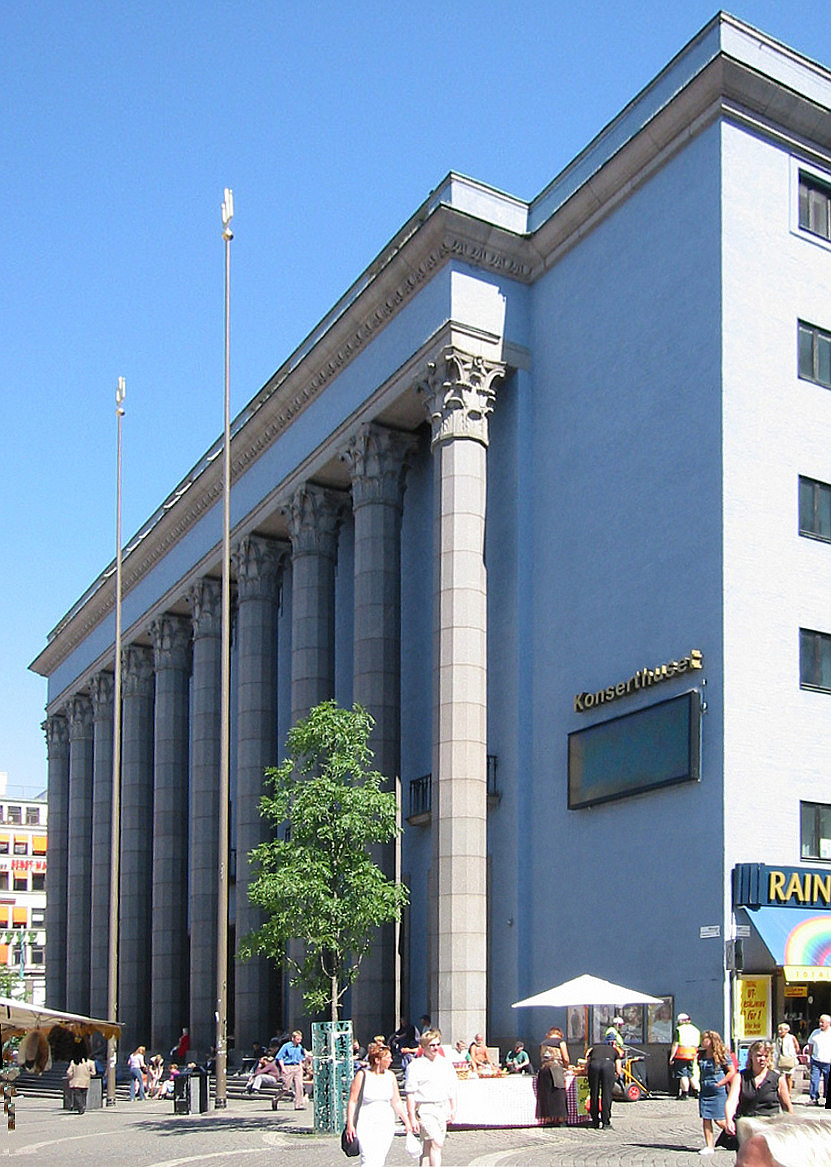
Sala de conciertos de la Filarmónica

La Real Orquesta Filarmónica (en sueco: Kungliga Filharmoniska Orkestern i Stockholm) es una orquesta sueca localizada en Estocolmo.

## Historia
Fue fundada en 1902 bajo el nombre de Sociedad Musical de Estocolmo. En 1914 pasó a ser una agrupación y desde 1926 actúan en la Sala de Conciertos de Estocolmo. En 1937 Radiotjänst  empezó sus emisiones de música orquestal en el mismo salón como sede principal de las retransmisiones. En 1937 pasó a ser la Orquesta de la Radio Nacional Sueca y en 1957 fue rebautizada como la Orquesta Filarmónica de Estocolmo. Finalmente, en 1992 cuando obtuvo el título de "Real" por parte de la Casa Real Sueca.
Georg Schnéevoight fue el primer director desde 1915 hasta 1924. A partir de 2008, la orquesta pasó a ser conducida por el finés Sakari Oramo con un contrato inicial de tres años con opción de renovar.

## Actuaciones
Entre sus actividades se encuentran los conciertos en las ceremonias de los Premios Nobel y en los festivales de los Premios de Música Polar. Al año organizan dos festivales en su sede orquestal: Festival Internacional (conocido como "Tan Dun") y el Festival de Mayo.

## Directores de orquesta
- Georg Schnéevoigt (1915-1924)
- Václav Talich (1926-1936)
- Fritz Busch (1937-1940)
- Carl Garaguly (1942-1953)
- Hans Schmidt-Isserstedt (1955-1964)
- Antal Doráti (1966-1974)
- Gennadi Rozhdestvensky (1974-1977)
- Yuri Ahronovitch (1982-1987)
- Paavo Berglund (1987-1990)
- Gennadi Rozhdestvensky (1991-1995)
- Andrew Davis y  Paavo Järvi (1995-1998)
- Alan Gilbert (2000-2008)
- Sakari Oramo  (2008-presente)